# Tulppionpää
Tulppionpää är en kulle i Finland.   Den ligger i den ekonomiska regionen  Östra Lapplands ekonomiska region  och landskapet Lappland, i den norra delen av landet, 800 km norr om huvudstaden Helsingfors. Toppen på Tulppionpää är 387 meter över havet, eller 111 meter över den omgivande terrängen. Bredden vid basen är 7,1 km.
Terrängen runt Tulppionpää är huvudsakligen platt. Trakten runt Tulppionpää är nära nog obefolkad, med mindre än två invånare per kvadratkilometer. Det finns inga samhällen i närheten. 